# Gonolobus taylorianus
Gonolobus taylorianus är en oleanderväxtart som beskrevs av W.D.Stevens och Montiel. Gonolobus taylorianus ingår i släktet Gonolobus och familjen oleanderväxter. Inga underarter finns listade i Catalogue of Life.